# Битка при Хотин (1673)
Битката при Хотин на 11 ноември 1673 г. е битка, в която войските на Полско-литовския съюз, водени от хетман (впоследствие крал) Ян Собиески, надвиват османската армия на Хюсеин паша. Тя обръща положението от предната година, когато Съюза от слабост е принуден да подпише унизителния договор от Бучач, и помага на Ян Собиески да спечели свободните избори и да стане крал на Полша.
Полско-литовските войски са около 30 000 души. Турската армия съдържа 35 000 души и 120 оръдия. В тази битка ракетите на Кажимеж Семенович са успешно използвани. Победата позволява на поляците да отхвърлят неизгодния договор от Бучач и разчиства сцената на Ян Собиески за ролята, която той ще играе в Битката при Виена през 1683 г.